# Notolister unistrius
Notolister unistrius är en skalbaggsart som beskrevs av Lewis 1906. Notolister unistrius ingår i släktet Notolister och familjen stumpbaggar. Inga underarter finns listade i Catalogue of Life.